# اچ‌ام‌سی‌اس مونکتون (کی۱۳۹)
اچ‌ام‌سی‌اس مونکتون (کی۱۳۹) (به انگلیسی: HMCS Moncton (K139)) یک کشتی است که طول آن ۲۰۵ فوت (۶۲٫۴۸ متر) می‌باشد. این کشتی در سال ۱۹۴۱ ساخته شد.